# Plectrura spinicauda
Plectrura spinicauda là một loài bọ cánh cứng trong họ Cerambycidae.